# 閉鎖性水域
閉鎖性水域（へいさせいすいいき）とは、水の入れ替わりの少ない海、内湾、湖沼などの水域を指す。人間活動による栄養塩がたまりやすく、自然による自浄作用を越えた場合、水質汚濁などの環境問題が起こりやすい。

## 定義
閉鎖性水域と呼ばれるものには地中海と海抜が低い湖沼が挙げられる。前者は周りを陸で囲まれているため、水の流出入の乏しい内海である。後者は当該水域に流入する河川は存在するが、流出する河川は少ない、あるいは存在しない（そのため塩湖になるケースが多い）。

## 閉鎖性水域の例
閉鎖性水域と呼ばれるものは多くが内海である。湖沼は本来閉鎖性を伴っているため（そのためすべての湖沼が閉鎖性水域と言える）特に「閉鎖性水域」と呼ばれるものは少ない。

### 海
- 地中海
  - アドリア海
- 黒海
  - アゾフ海
- バルト海
- 白海
- ペルシア湾
- 紅海
- 渤海
- 日本海
- 瀬戸内海

### 湖沼
- ラドガ湖
- オネガ湖
- カスピ海
- アラル海
- 死海
- チャド湖
- 五大湖
- 琵琶湖

など

## 閉鎖性水域の水質改善に向けて
- 工場の排水規制や、下水道整備が進み閉鎖性水域に流入する河川水質等は以前と比べて大幅に改善されている現状であるが、閉鎖性水域の水質改善が進まないのは、閉鎖性水域の底に堆積した底質から有害物質等が少しずつ溶け出しているのが原因である事が分かってきた[2]。閉鎖性水域の水質を改善する為に、印旛沼等では底質汚染対策が行われている。